# La Voie royale
Pour les articles homonymes, voir Voie royale.
La Voie Royale est un roman d'André Malraux paru en 1930 aux éditions Grasset, ayant reçu la même année le premier Prix Interallié de l'histoire, réédité en 1934 par J. Ferenczi et Fils avec des bois originaux de Claude-René Martin. La trame se déroule en Asie du Sud-Est à l'époque coloniale. Les personnages partent en expédition dans la jungle, le long de l'ancienne voie royale. L'un cherche d'abord des objets monnayables, l'autre veut retrouver une vieille connaissance disparue.

## Genèse
Le roman trouve son inspiration dans la mésaventure que connut Malraux au Protectorat français du Cambodge. Parti au Cambodge en 1923, il est arrêté et condamné à la prison ferme (puis avec sursis) pour avoir tenté de s’emparer de bas-reliefs du temple de Banteay Srei à Angkor.

## Résumé
Les personnages sont Claude Vannec, jeune archéologue breton, et le vieux Perken, un Danois qui a plus d'expérience. Ils sont non-conformistes et veulent coopérer pour réaliser leurs rêves : voler des bas-reliefs et retrouver l’aventurier Grabot, qui a disparu.
Ils peuvent voler les reliefs, mais leur guide les abandonne. Ils se trouvent dans la jungle sans la connaître. Puis, parce qu’ils ne veulent pas rencontrer le gouvernement, ils marchent dans un territoire incontrôlé, le territoire des Moïs, qui est aussi dangereux. Mais c’est également la région qu'ils supposent être le lieu de séjour de Grabot.
Les aventuriers doivent survivre dans un environnement hostile (marais, embûches, insectes géants…). Ils font un pacte avec les Stiengs, mais le pacte devient douteux quand les aventuriers voient que les Stieng détiennent Grabot, qu’ils traitent de façon inhumaine.
La chance d’échapper sans être tué ou emprisonné est mince. Perken peut rendre possible – en utilisant beaucoup de courage et lucidité – la fuite. Mais il est blessé par une lancette. Une arthrite suppurante (avant la découverte des antibiotiques, en un lieu dépourvu de la moindre possibilité d’opérer une amputation stérile) condamne le vieil aventurier à mourir dans d'horribles souffrances.

## Forme et style
Le défi n’est pas seulement de survivre dans la jungle dangereuse. C’est aussi une réflexion métaphysique concernant l’homme et sa destinée faisant de ce roman une œuvre existentialiste.
La narration est à la troisième personne et – fait commun dans les romans d’aventure – le récit est linéaire. Les chemins de fer sont un symbole du monde civilisé, que les deux aventuriers n’aiment pas. Il y a trois thèmes : l'érotisme, la mort, l'anti-conformisme.
Le monde de Malraux est absurde, il n’y a pas d'explication pour la triste fin : aucune pensée divine, aucune récompense future, rien ne pouvait justifier la fin d'une existence humaine.

## Éditions
- La Voie Royale, éditions Grasset, 1930.